# 蓋馬氏盔魚
蓋馬氏盔魚又稱露珠盔魚、蓋馬氏鸚鯛，俗名柳冷仔、紅龍。為輻鰭魚綱鱸形目隆頭魚亞目隆頭魚科的一種。

## 分布
本魚分布於太平洋區，包括日本、台灣、中國南海、菲律賓、印尼、越南、新幾內亞、新喀里多尼亞、澳洲、馬里亞納群島、馬紹爾群島、密克羅尼西亞、索羅門群島、斐濟群島、帛琉、東加、萬那杜、諾魯、聖誕島、夏威夷群島、法屬玻里尼西亞、西薩摩亞、美屬薩摩亞等海域。

## 深度
水深0至50公尺。

## 特徵
本魚體延長而側扁；鰓蓋骨無鱗；口中型，唇厚；上頜前方具2對犬齒；下頜1對，往後側而漸小。成魚和幼魚間的體色變化甚鉅，成魚以橄欖色為主，越往後越偏藍，體側有許多亮藍色細點，越往後藍點越密。背鰭的第一、第二棘明顯延長，和臀鰭一樣皆呈紅色且近基部處亦有些小藍點，尾鰭黃色上無斑點。幼魚則全身橙紅色，體背側自吻端有5個鑲黑邊的斑塊，其中以第三個最長。隨著成長由尾鰭變黃，體後漸呈藍色。而老年的魚前額會突起。背鰭硬棘9枚、背鰭軟條12至13枚、臀鰭硬棘3枚、臀鰭軟條12枚。體長可達40公分。

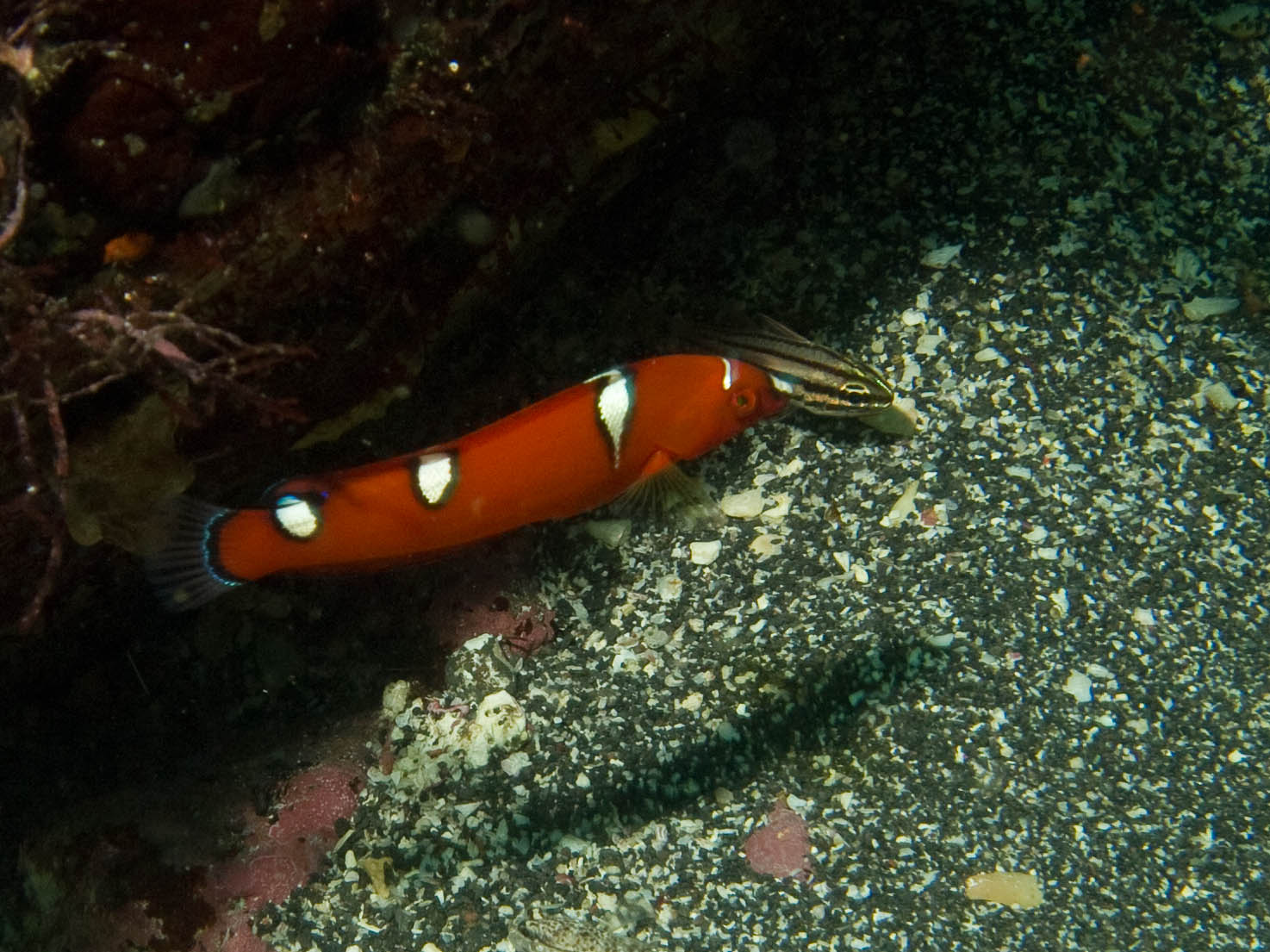
在日本伊豆外海的蓋馬氏盔魚的稚魚

## 生態
本魚棲息在珊瑚礁區旁的沙地，通常單獨活動，會潛沙過夜，性情膽小，遇到驚訝會躲入砂中，喜食帶殼之無脊椎動物，以犬齒咬開甲殼類的殼。

## 經濟利用
屬於高價值的觀賞魚類，甚少供食用。